# Borussia Fulda
Borussia Fulda – niemiecki klub piłkarski, grający obecnie w Gruppenlidze Fulda (odpowiednik siódmej ligi), mający siedzibę w mieście Fulda, leżącym w Hesji (Rejencja Kassel).

## Historia
- 04.07.1904 – został założony jako FC Borussia 04 Fulda
- 1923 – połączył się z Radsportclub 1907 Fulda i Kraftsportclub Germania Fulda tworząc 1. SV Borussia 04 Fulda
- 1941 – połączył się z Reichsbahn-SG Fulda tworząc RSG Borussia 04 Fulda
- 1945 – został rozwiązany
- 1945 – został na nowo założony jako SG Borussia 04/45 Fulda
- 1948 – zmienił nazwę na 1. SV Borussia 04 Fulda
- 1951 – połączył się z SC Fulda tworząc SC Borussia 04 Fulda

## Sukcesy
- 10 sezonów w Gaulidze Hessen (1. poziom): 1933/34-37/38 i 1939/40-43/44.
- 4 sezony w Landeslidze Hessen (2. poziom): 1945/46 i 1947/48-49/50.
- 5 sezonów w 2. Oberlidze Süd (2. poziom): 1957/58-58/59 i 1960/61-62/63.
- 1 sezon w Regionallidze Süd (2. poziom): 1963/64.
- 19 sezonów w Amateurlidze Hessen (3. poziom): 1950/51-56/57, 1959/60 i 1964/65-74/75.
- 5 sezonów w Amateur-Oberlidze Hessen (3. poziom): 1984/85 i 1990/91-93/94.
- 5 sezonów w Regionallidze Süd (3. poziom): 1996/97-99/00 i 2001/02.
- 7 sezonów w Oberlidze Hessen (4. poziom): 1994/95-95/96, 2000/01, 2002/03-03/04 i 2006/07-07/08.
- 1 sezon w Hessenlidze (5. poziom): 2008/09.
- mistrz Gauliga Hessen (1. poziom): 1934, 1941, 1942 i 1944
- mistrz Landesliga Hessen/Fulda (3. poziom): 1947 (awans do Landesligi Hessen)
- mistrz Amateurliga Hessen (3. poziom): 1954 (przegrywa baraże o awans do 2. Oberligi Süd) oraz 1957 i 1960 (awanse do 2. Oberligi Süd)
- mistrz Landesliga Hessen-Nord (4. poziom): 1990 (awans do Amateur-Oberligi Hessen)
- mistrz Oberliga Hessen (4. poziom): 1996 i 2001 (awanse do Regionalligi Süd)
- mistrz Landesliga Hessen-Nord (5. poziom): 2006 (awans do Oberligi Hessen)
- wicemistrz Gauliga Hessen (1. poziom): 1935 i 1936
- wicemistrz Landesliga Hessen-Nord (4. poziom): 1984 (awans do Amateur-Oberligi Hessen)
- finalista Pucharu Hesji: 1993 i 1999

## Reprezentanci kraju grający w klubie
|  | - Altin Lala - Issa Nikièma - Abu Njie - Momar Njie - Olivier Djappa - Joakim Compaigne Ntsika |  | - Hermann Gramlich - Ludwig Gärtner - Henry Lesser - Dariusz Marciniak - Andrzej Rudy - Jacques Goumai |